# Mordechaj Zar
Mordechaj Zar (hebrejsky: מרדכי זר, žil 14. ledna 1914 – 16. prosinec 1982) byl izraelský politik a poslanec Knesetu za strany Mapaj, Ma'arach, Izraelská strana práce a opět Ma'arach.

## Biografie
Narodil se ve městě Mašhad v Persii (Íránu). V roce 1935 přesídlil do dnešního Izraele. Zde pracoval při stavbě silnic.

## Politická dráha
V roce 1946 se stal ředitelem oddělení pro orientální Židy při odborové centrále Histadrut. Byl ředitelem kulturního odboru zaměstnanecké rady v Jeruzalému. Zde také předsedal místnímu výboru sefardských Židů. Byl rovněž prezidentem Asociace íránských židovských přistěhovalců v Izraeli. V letech 1955–1965 zasedal v samosprávě města Jeruzalém.
V izraelském parlamentu zasedl poprvé po volbách v roce 1959, do nichž šel za stranu Mapaj. Nastoupil do parlamentního výboru pro záležitosti vnitra, výboru pro vzdělávání a kulturu a výboru House Committee. Za Mapaj kandidoval i ve volbách v roce 1961. Mandát ale získal až dodatečně, v květnu 1963, jako náhradník. Stal se členem výboru pro záležitosti vnitra, výboru práce a výboru House Committee. Opětovně byl zvolen ve volbách v roce 1965, nyní již za formaci Ma'arach. V průběhu volebního období dočasně přešel do poslaneckého klubu Strany práce, aby se pak dostal do klubu Ma'arach. Byl členem výboru pro ekonomické záležitosti, výboru pro záležitosti vnitra a výboru práce. Na kandidátce Ma'arach uspěl i ve volbách v roce 1969. Byl místopředsedou Knesetu, členem výboru práce, výboru pro ekonomické záležitosti a výboru House Committee. Předsedal podvýboru pro zdravotně postižené z důvodu pracovních úrazů. Ve volbách v roce 1973 poslanecký mandát neobhájil.